# Zersenay Tadesse
Pour les articles homonymes, voir Tadesse.
Zersenay Tadesse (né le 8 février 1982 à Adi Bana) est un athlète érythréen spécialiste des courses de fond. Sa troisième place obtenue sur 10 000 mètres lors des Jeux olympiques d'été de 2004 fait de lui le premier médaillé olympique érythréen. Vainqueur des Championnats du monde de course sur route en 2006 et 2007, des Championnats du monde de semi-marathon en 2008, 2009 et 2012, Tadesse s'est également illustré en devenant champion du monde de cross-country en 2007 dans l'épreuve de longue distance. En 2009, il devient le second athlète après le Kényan Paul Tergat à remporter la même année trois médailles internationales sur trois surfaces différentes (piste, route et nature). Il détient la cinquième meilleure performance mondiale sur semi-marathon en 58 min 23 s (2010).

## Biographie
Le 8 mai 2004, il remporte le Grand Prix de Berne en établissant le record du parcours en 46 min 4 s 9. Cette année, il devient le premier sportif à apporter une médaille olympique à son pays, l'Érythrée, avec une médaille de bronze sur 10 000 mètres lors des Jeux olympiques d'Athènes, derrière les Éthiopiens Kenenisa Bekele et Sileshi Sihine.
Après une médaille d'argent au championnat du monde de cross 2005, il obtient son premier titre mondial en automne 2006 avec la victoire sur le 20 km sur route. 
Pour l'édition 2007 du mondial de cross-country qui se déroule sur le sol africain, à Mombasa au Kenya, il met fin à la domination de Kenenisa Bekele, empêchant celui-ci de remporter son sixième titre consécutif de cross long.
Le 17 août 2009, lors des Championnats du monde de Berlin, il se classe deuxième de la finale du 10 000 m, derrière Kenenisa Bekele, établissant en 26 min 50 s 12, son meilleur temps de la saison. En octobre, à Birmingham, il remporte son troisième titre consécutif de champion du monde de semi-marathon. Il réalise au temps de 59 min 35. Si on tient compte son titre sur 20 km lors des Championnats du monde de course sur route 2006, il s'agit de son quatrième titre mondial consécutif.
Le 21 mars 2010 à Lisbonne, Zersenay Tadesse établit un nouveau record du monde du semi-marathon en 58 min 23 s, améliorant de près de dix secondes la précédente meilleure marque mondiale détenu par le Kényan Samuel Wanjiru depuis 2007,. Le 16 octobre 2010, il termine 2e des Championnats du monde de semi-marathon derrière le Kényan Wilson Kiprop,.

## Palmarès
| Date | Compétition                               | Lieu           | Place | Épreuve       | Temps               |
| ---- | ----------------------------------------- | -------------- | ----- | ------------- | ------------------- |
| 2002 | Championnats d'Afrique d'athlétisme       | Radès          | 6e    | 10 000 m      | 28 min 47 s 29      |
| 2003 | Championnats du monde de cross-country    | Lausanne       | 9e    | 12 km         | 37 min 10           |
| 2003 | Championnats du monde                     | Paris          | 8e    | 5 000 m       | 13 min 05 s 57      |
| 2003 | Championnats du monde de semi-marathon    | Vilamoura      | 7e    |               | 1 h 01 min 26       |
| 2004 | Grand Prix de Berne                       | Berne          | 1er   | 10 mi         | 46 min 05           |
| 2004 | Championnats du monde de cross-country    | Bruxelles      | 6e    | 12 km         | 36 min 37           |
| 2004 | Jeux olympiques                           | Athènes        | 3e    | 10 000 m      | 27 min 22 s 57      |
| 2004 | Jeux olympiques                           | Athènes        | 7e    | 5 000 m       | 13 min 24 s 31      |
| 2005 | Championnats du monde de cross-country    | Saint-Étienne  | 2e    | 12 km         | 35 min 20           |
| 2005 | Championnats du monde                     | Helsinki       | 14e   | 5 000 m       | 13 min 40 s 27      |
| 2005 | Championnats du monde                     | Helsinki       | 6e    | 10 000 m      | 27 min 12 s 82      |
| 2006 | Championnats du monde de cross-country    | Fukuoka        | 4e    | 12 km         | 35 min 47           |
| 2006 | Championnats du monde de course sur route | Debrecen       | 1er   | 20 km         | 56 min 01           |
| 2007 | Championnats du monde de cross-country    | Mombasa        | 1er   | 12 km         | 35 min 50           |
| 2007 | Jeux africains                            | Alger          | 1er   | 10 000 m      | 27 min 00 s 30      |
| 2007 | Championnats du monde                     | Osaka          | 4e    | 10 000 m      | 27 min 21 s 37      |
| 2007 | Championnats du monde de course sur route | Udine          | 1er   | Semi-marathon | 58 min 59           |
| 2008 | Championnats du monde de cross-country    | Édimbourg      | 3e    | 12 km         | 34 min 43           |
| 2008 | Jeux olympiques                           | Pékin          | 5e    | 10 000 m      | 27 min 05 s 11      |
| 2008 | Championnats du monde de semi-marathon    | Rio de Janeiro | 1er   |               | 59 min 56           |
| 2009 | Championnats du monde de cross-country    | Amman          | 3e    | 12 km         | 35 min 04           |
| 2009 | Championnats du monde                     | Berlin         | 2e    | 10 000 m      | 26 min 50 s 12      |
| 2009 | Championnats du monde de semi-marathon    | Birmingham     | 1er   |               | 59 min 35           |
| 2010 | Marathon de Londres                       | Londres        | 7e    |               | 2 h 12 min 03       |
| 2010 | Championnats du monde de semi-marathon    | Nanning        | 2e    |               | 1 h 00 min 11       |
| 2011 | Championnats du monde                     | Daegu          | 4e    | 10 000 m      | 27 min 22 s 57      |
| 2012 | Jeux olympiques                           | Londres        | 6e    | 10 000 m      | 27 min 33 s 51      |
| 2015 | Jeux africains                            | Brazzaville    | 1er   | Semi-marathon | 1 h 3 min 11 s      |
| 2016 | Jeux olympiques                           | Rio de Janeiro | 8e    | 10 000 m      | 27 min 23 s 86      |
| 2017 | Breaking2                                 | Monza          | 2e    | Marathon      | 2 h 6 min 46 s (IH) |
| 2018 | Marathon de Berlin 2018                   | Berlin         | 5e    | Marathon      | 2 h 8 min 46 s      |

## Records

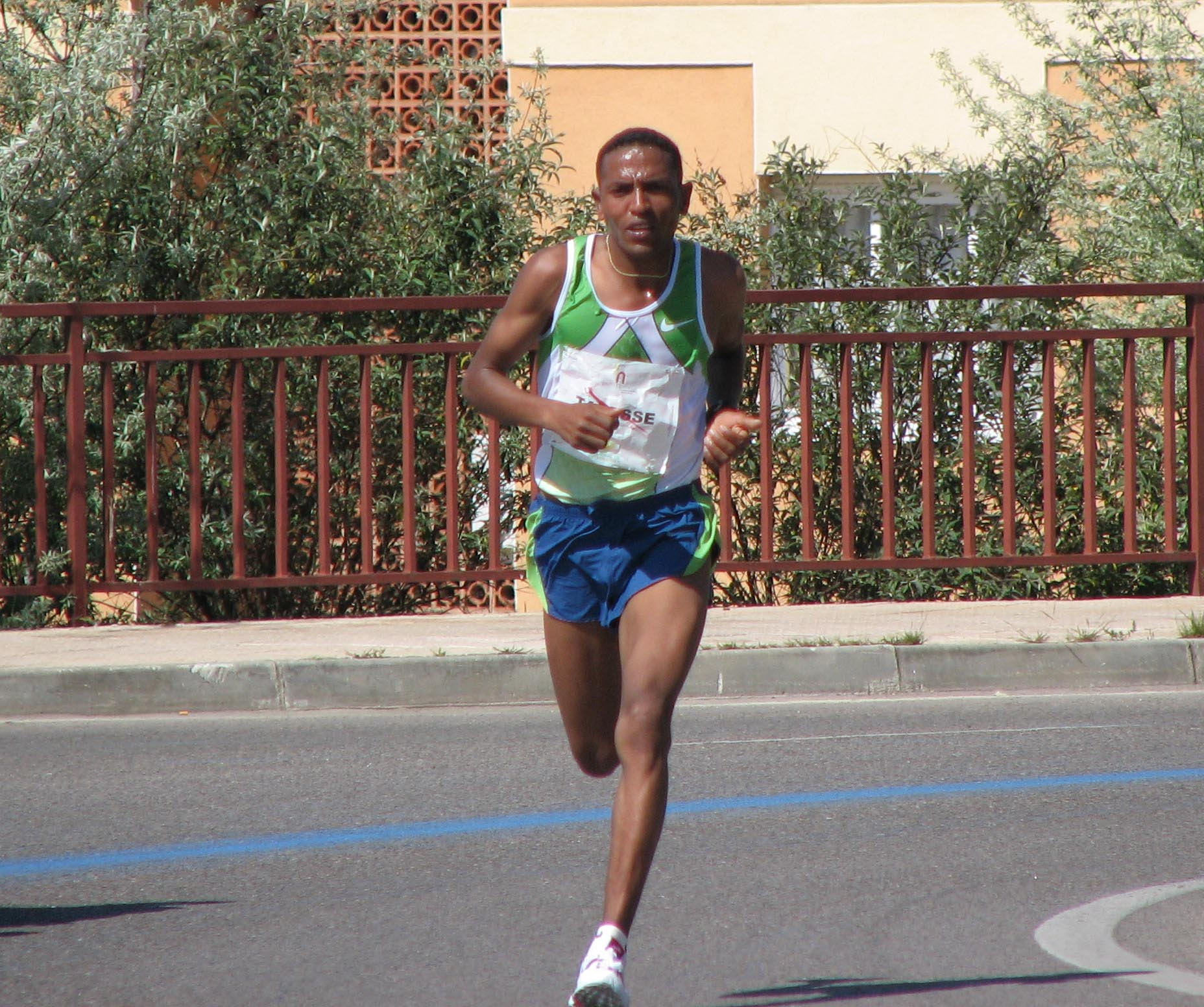
Zersenay Tadesse en 2007

- 3 000 m : 7 min 39 s 93 (Doha, 13 mai 2005)
- 5 000 m : 12 min 59 s 27 (Rome, 14 juillet 2006)
- 10 000 m : 26 min 37 s 25 (Bruxelles, 25 août 2006)
- Semi-marathon : 58 min 23 s (Lisbonne, 21 mars 2010).